# Neustädter Kirche (Erlangen)

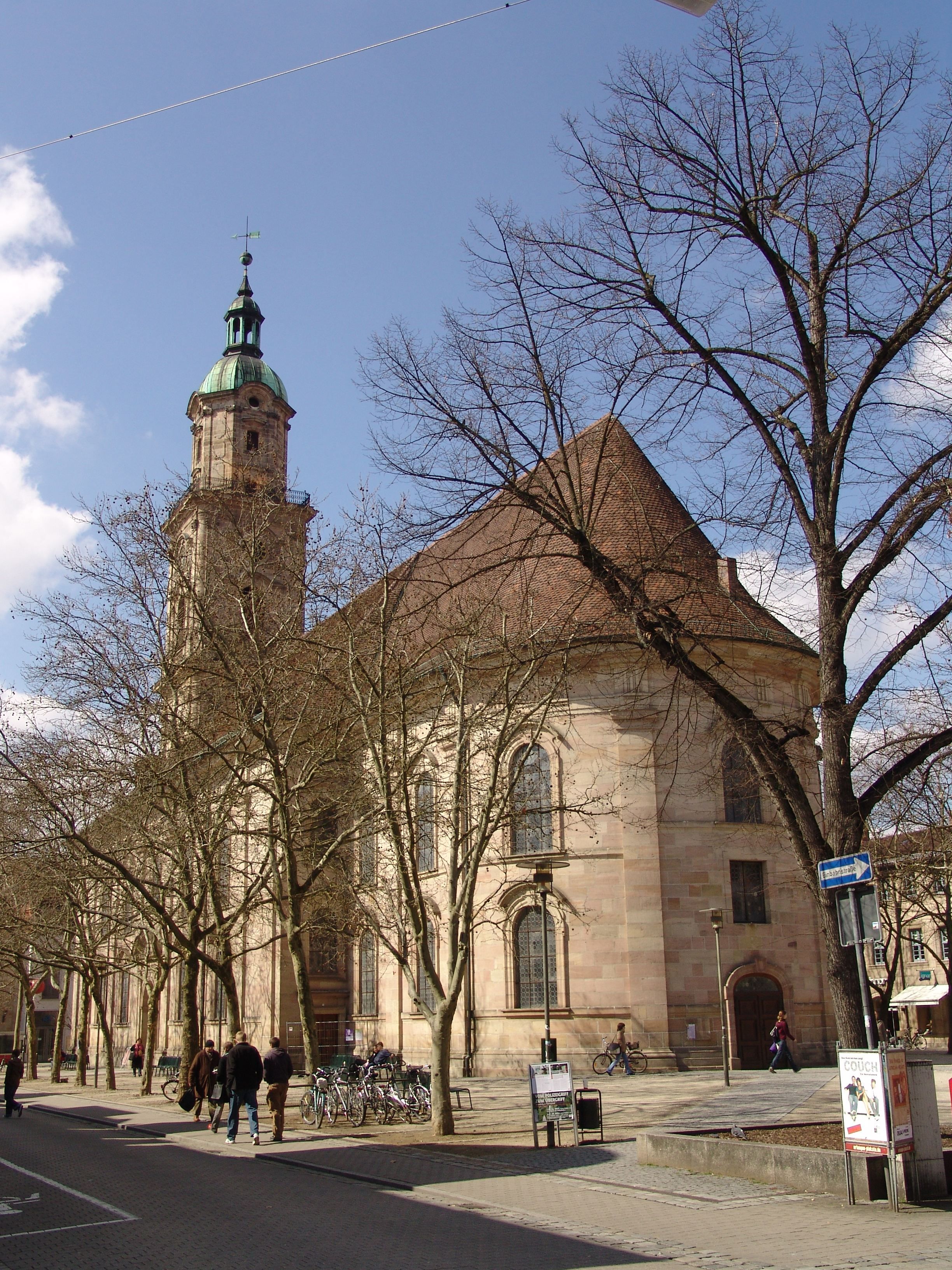
Außenansicht der Neustädter Kirche von Osten (2008)

Die Neustädter Kirche (auch: Neustädter Universitätskirche) ist das barocke Kirchengebäude der evangelisch-lutherischen Gemeinde in der 1686 gegründeten Neustadt Erlangen sowie seit 1837 Universitätskirche der Friedrich-Alexander-Universität Erlangen-Nürnberg. Neben der evangelisch-reformierten Hugenottenkirche und der ebenfalls evangelisch-lutherischen Altstädter Dreifaltigkeitskirche ist sie eine der drei großen Kirchen der Erlanger Innenstadt, deren Türme bis heute das Stadtbild prägen.

## Geschichte

### Entstehung einer lutherischen Gemeinde in „Christian Erlangen“
Nachdem 1686 mit dem Bau der Christian Erlangen (von 1701 bis 1812 offizielle Bezeichnung für die heutige „Neustadt“) für die heute als Hugenotten bezeichneten französischen Glaubensflüchtlinge begonnen worden war, zogen zunehmend auch Deutsch-Reformierte und Lutheraner zu. Letztere waren zunächst der Altstädter Pfarrei zugehörig, bevor am 22. Januar 1703 der Erlass zur Gemeindegründung von Markgraf Christian Ernst unterzeichnet wurde. Noch im selben Jahr wurde der heute als „Neustädter Friedhof“ bekannte Gottesacker in der Äußeren Brucker Straße angelegt. Anfangs benutzte die neu gegründete Gemeinde noch die Sophienkirche der unmittelbar angrenzenden Ritterakademie, der Vorgängerin der heutigen Universität, für ihre Gottesdienste. Dieses Gotteshaus wurde 1964 abgebrochen. Heute sind nur noch Teile der Fassade erhalten, die dem in den 1960er Jahren an gleicher Stelle erbauten Geschäftshaus vorgeblendet wurden.

### Lange Bauphase aufgrund von Finanzierungsschwierigkeiten
Die heutige Kirche wurde ab 1722 errichtet – als einer von zahlreichen Kirchenbauten, die in der Barockzeit in Erlangen entstanden. Daher gab es erhebliche Finanzierungsprobleme, was die Bauarbeiten stark verzögerte. Zwar spendete der Bayreuther Markgraf 500 Gulden für den Bau, die französisch- (150 Gulden) und deutsch-reformierte (73 Gulden) Gemeinde Erlangens beteiligten sich finanziell und die Gemeindemitglieder spendeten zwischen 1721 und 1740 rund 10.000 Gulden. Dennoch mussten die Gemeindemitglieder ab 1720 auf Kollektenreisen und Wirtshäusern Geld für den Kirchenbau sammeln, um die Bausumme von insgesamt rund 35.000 Gulden aufbringen zu können. Diese fiel auch deshalb so hoch aus, weil man – wie in alten Dokumenten überliefert – die evangelisch-lutherische Hauptkirche für Erlangen und Umgebung schaffen wollte, was 1725 durch die Schaffung einer eigenen Superintendentur (zuvor gehörte man zur Superintendentur Baiersdorf) betont wurde.
Der Pläne für den Kirchenbau sind wohl dem Bayreuther Hofbauinspektor Johann David Räntz zuzuschreiben, der auch den Kanzelaltar der Altstädter Kirche entwarf. Von ihm ist allerdings nur eine Entwurfszeichnung der Südseite aus dem Jahr 1726 erhalten. Die Bauaufsicht oblag bis 1730 dem bayreuthischen Landbaumeister Wenzel Perner, dann seinem Nachfolger Johann Georg Weiß, der unter anderem von 1731 bis 1736 das Altstädter Rathaus errichtete. Als Maurermeister war Johann Georg Kannhäuser wohl nicht nur für die praktische Bauausführung zuständig, wie insbesondere am Kirchturm erkennbar ist. Perner war nicht nur Baumeister des Wiederaufbaus der Altstädter Kirche, sondern (gemeinsam mit Peter Franz Navelot) auch Erbauer des Turmes der Hugenottenkirche in den Jahren 1732 bis 1736.
Die Grundsteinlegung erfolgte – wohl aus Gründen der Sparsamkeit – ohne größere Feier am 19. Juni 1725. Der Dachstuhl und eine erste Kanzel (Vorgängerin des heutigen Kanzelaltares) wurden bereits 1733 fertiggestellt. Am 8. Dezember 1737 wurde die Kirche, obwohl nur provisorisch fertiggestellt, durch Superintendent Achiatius Severinus Memminger geweiht. 1744 wurde der bis heute erhaltene Kanzelaltar erbaut und die Sakristei mit darunter liegender Gruft eingerichtet. Damit war die Bauphase der Kirche im Wesentlichen abgeschlossen. Das beiden oberen Turmgeschosse wurden 1765 fertiggestellt, den Turmhelm samt Laterne setzte man erst 1830 auf.

### Jüngere Geschichte
Im Jahr 1904 wurde eine umfangreiche Innenrenovierung vorgenommen. Dabei wurden die verglasten Seitenteile des Kanzelaltares durch Mauerwerk ersetzt und der dahinter liegende Raum mit einer Zwischendecke ausgestattet. Dadurch entstand die heutige Sakristei, die seither regelmäßig für kleinere Gottesdienste genutzt, zum Beispiel für die sonntäglichen Frühgottesdienst. Nachdem die Kirche und insbesondere die qualitätvollen Deckengemälde Christian Leinbergers im Zweiten Weltkrieg schwer beschädigt wurden, konnte dies 1955 beseitigt werden.
Von 1979 bis 1982 zog sich eine aufwändige Gesamtrenovierung hin. Dabei war die Kirche komplett gesperrt; die Gemeinde musste für ihre Gottesdienst in das lutherische Gemeindehaus am Bohlenplatz, die frühere deutsch-reformierte Kirche, ausweichen. Zum 250-jährigen Weihejubiläum 1987 erhielt die Kirche – im Wesentlichen finanziert durch eine großzügige Einzelspende – einen neuen Abendmahlstisch, der näher am Kirchengestühl platziert wurde als der bisherige Altar.

### Besondere Ereignisse

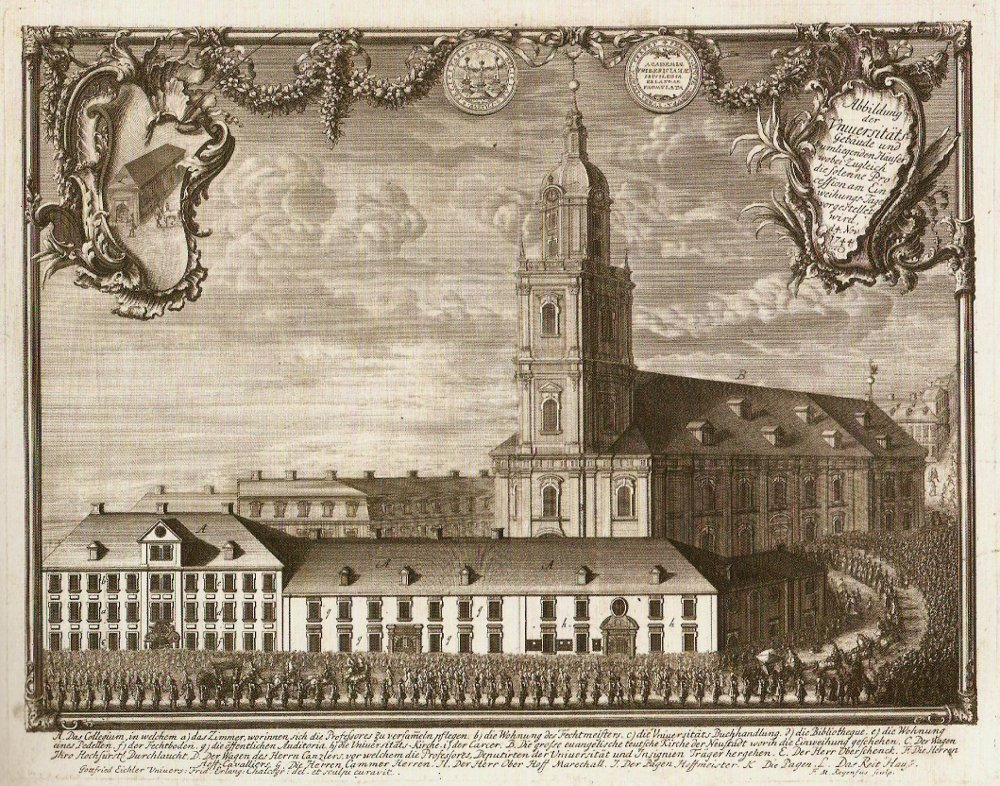
Festzug in die Neustädter Kirche bei der Einweihung der Universität Erlangen am 4. November 1743 (Kupferstich)

- Am 4. November 1743 wurde die Erlanger Universität mit einem Gottesdienst in der Neustädter Kirche, der neuen Hauptkirche der Stadt offiziell eröffnet.[2] Obwohl die Universitätsparochie 1814 aufgelöst und der Neustädter Gemeinde angegliedert wurde, fanden die Universitätsgottesdienste weiterhin in der Sophienkirche und später – als diese nicht mehr für Gottesdienste genutzt wurde – in der französisch-reformierten Kirche, der heutigen Hugenottenkirche, statt. Erst 1837 wurde die Neustädter Kirche zur Universitätskirche. Seither findet während der Vorlesungszeit jeden zweiten Sonntag ein Universitätsgottesdienst statt. Universitätsprediger ist stets ein Professor des Fachbereichs Theologie. Bedeutende Vertreter waren unter anderem Adolf Harleß und Gottfried Thomasius, die im 19. Jahrhundert die sogenannte Erlanger Theologie prägten, sowie Paul Althaus und Walter Künneth, die das Amt im 20. Jahrhundert ausübten.[1][4] Seit 2020 hat Ursula Roth, die zugleich den Lehrstuhl für Praktische Theologie leitet, das Amt der Universitätspredigerin inne.
- In der Gruft der Neustädter Kirche wurden zahlreiche, zumeist adlige Personen bestattet – als letzte die Markgräfin Sophie Caroline Marie von Braunschweig-Wolfenbüttel, die am 22. Dezember 1817 verstarb.[1]
- Der fränkisch-preußische Rechtsphilosoph und konservative Politiker Friedrich Julius Stahl, später Professor an der Erlanger Universität, trat am 6. November 1819 durch die Taufe in der Neustädter Kirche vom Judentum zum Protestantismus über.[5]
- Im Jahr 1850 fand auf Initiative des Professors Karl Georg von Raumer und des Vikars Julius Schunck in der Neustädter Kirche der erste Kindergottesdienst Deutschlands statt.[4]
- 1854 wurde auf Veranlassung Theodosius Harnacks in der Neustädter Gemeinde das Institut für Kirchenmusik gegründet. Zusammen mit der 1984 gegründeten Neustädter Kantorei werden bis heute jedes Jahr zahlreiche Konzerte in der Neustädter Kirche veranstaltet. Dadurch gilt diese als lebendiges Zentrum der Kirchenmusik in Erlangen und Umgebung.[4]

## Architektur

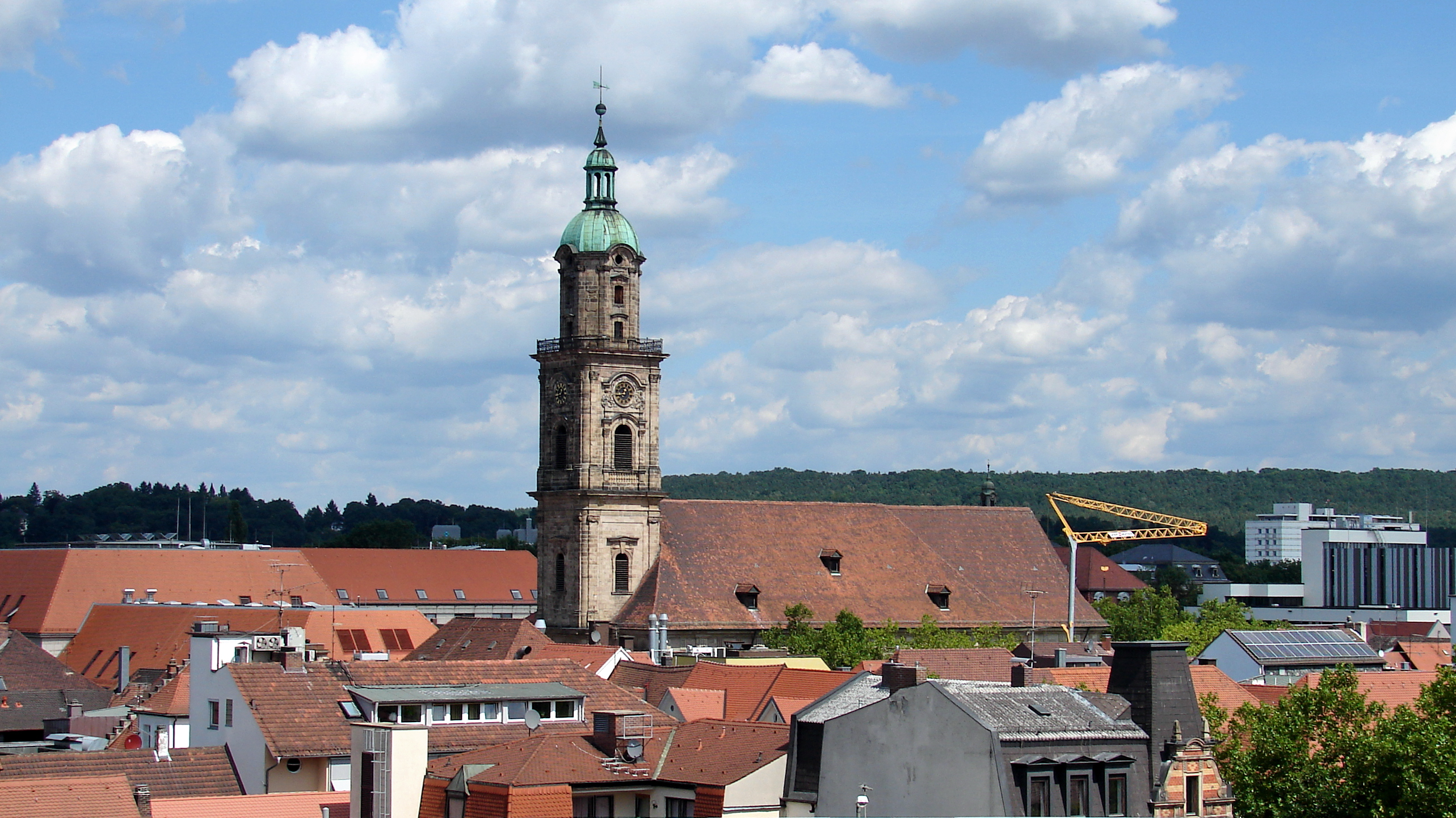
Neustädter Kirche vom Dach der Erlangen Arcaden (2012)

### Drei Kirchen im Konzept der barocken Planstadt
Die Neustädter Kirche bildet mit der Altstädter Kirche und der Hugenottenkirche eine architektonische Einheit. Dies wurde möglich, weil die Altstädter Kirche beim Altstadtbrand im Jahr 1706 zerstört wurde und somit bei ihrem Neubau von 1709 bis 1721 in das Konzept der Neustadt, die als barocke Planstadt angelegt wurde, einbezogen werden konnte. Die Einheit wird an der Lage deutlich: Alle drei Kirchen befinden sich um jeweils einen Gebäudeblock versetzt entlang der zentralen Nord-Süd-Achse, die von der heutigen Hauptstraße gebildet wird; Neustädter und Altstädter Kirche liegen dabei auf einer östlichen Parallelen zur eigentlichen Hauptstraße, auf der auch das Schloss angeordnet ist; in der Altstadt „knickt“ die Hauptstraße aus topographischen Gründen von ihrer eigentlichen Geraden ab und erreicht die Altstädter Kirche genau auf dieser Parallele. Die beiden lutherischen Kirchen (Altstädter und Neustädter Kirche) sind dabei geostet, der Chor befindet sich also jeweils auf der Ostseite. Die Türme stehen auf der Westseite der jeweiligen Kirche. Die Hugenottenkirche ist genau spiegelverkehrt angelegt.

### Außenbau und Fassade
Die aus unverputzten Sandsteinquadern erbaute Neustädter Kirche wurde also innerhalb einer weitgehend festgelegten städtebaulichen Situation errichtet. Das Äußere der Kirche, klar und überzeugend gegliedert, kommt in den engen Straßenzügen der Innenstadt kaum zur Geltung; lediglich von Osten gibt die zurückgesetzte, so den Neustädter Kirchenplatz bildende Häuserfront den Blick auf den zweijochigen Chor mit halbrundem Schluss frei. Dieser ist mit dem etwas breiteren, sieben Joche umfassenden Langhaus unter einem gemeinsamen Satteldach vereinigt. Langhaus und Chor sind in der gleichen Art und Weise gegliedert, nämlich durch flache Pilaster mit dorischen Kapitellen. Das breite Kranzgebälk wird durch Diglyphen aufgelockert.
Die Fenster sind, dem barocken Zeitgeschmack entsprechend, rundbogig abgeschlossen, wobei diese Rundbogenform zusätzlich durch den Verlauf einer einfachen Fensterverdachung betont wird. Da je zwei Reihen rundbogig abschließender Fenster übereinander stehen, wird bereits von außen bereits angedeutet, dass sich innen – wie lutherischen Kirchen dieser Zeitstellung üblich – seitliche Emporen befinden. Beide Fensterreihen stehen auf einem schmalen, aber deutlich aus der Wandebene hervortretenden Sohlbankgesims, das hinter den Pilastern weiterzulaufen scheint. Somit entsteht neben der starken Betonung der Vertikalen auch eine umlaufende Horizontale. Im mittleren Langhausjoch befindet sich anstelle der unteren Fenster jeweils ein aufwändig gestaltetes Portal, darüber ein kleines Ovalfenster. Nord- und Südportal sind von korinthischen Säulen flankiert. Im westlichen und östlichen Langhausjoch wurde auf Fenster verzichtet, da sich hier die Treppentürme zum Aufgang auf die beiden Emporen befinden. Auch im Chorscheitel ist das untere Fenster nicht vorhanden, stattdessen befindet sich hier der schlichte Eingang zur Sakristei in Form eines schlichten rundbogigen Portals.

### Turm

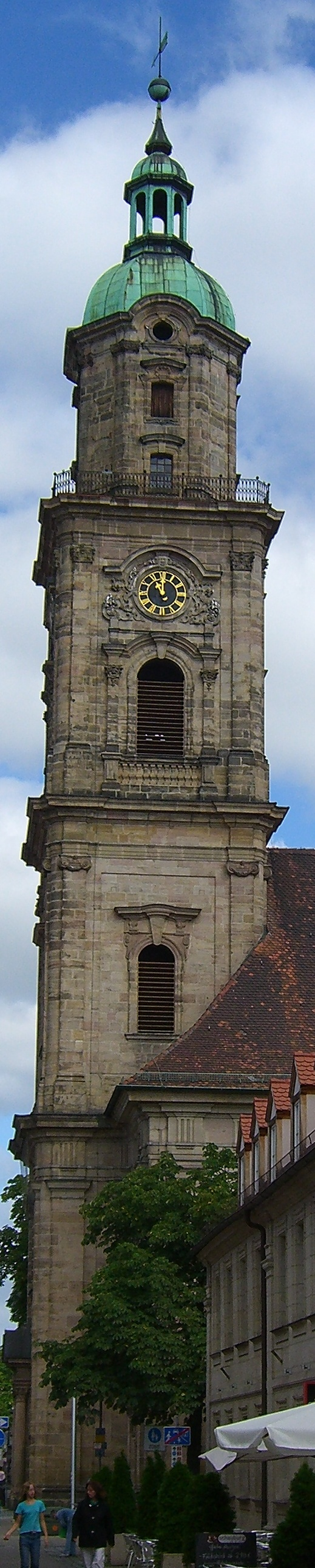
Turm der Neustädter Kirche (2010)

Der Turm der Neustädter Kirche ist mit 60 Metern Höhe der höchste Kirchturm Erlangens. Betrachtet man ihn, so stellt man fest, dass er viergeschossig aufgebaut und die klassische Abfolge der antiken Säulenordnungen zeigt. Damit nimmt er ein Konzept auf, das alle drei großen Innenstadtkirchen verbindet. Der Turm ist über quadratischem Grundriss erbaut, die einzelne Geschosse sind durch weit auskragendes Gesims deutlich voneinander abgegrenzt. Im untersten Geschoss wird die Gliederung durch Pilaster mit dorischen Kapitelle, wie sie an Chor und Langhaus zu beobachten ist, fortgeführt. Dementsprechend besitzt das Geschoss auch die gleiche Höhe wie die Seitenwände des Langhauses. Das zweite Geschoss, das etwa bis zur Firsthöhe reicht, wird von Pilastern mit ionischen Kapitellen gegliedert. Hier befinden sich nach drei Seiten hin (die Ostseite wird vom Dachstuhl verdeckt) rundbogige Schallöffnungen.
Das dritte Turmgeschoss, das von korinthischen Kapitellen geprägt ist, trägt aufgrund seiner späten Entstehungszeit die aufwändigsten Verzierung. Hier befinden sich – diesmal zu allen Seiten hin – weitere rundbogige Schallöffnungen. Diese sind mit einem balustradenartigen Geländer versehen und werden von zwei Pilastern mit korinthischen Kapitellen flankiert. Letztere enden in stark profiliertem Gebälk, das sich in der Mitte zu einer segmentbogigen Bekrönung der Klangarkade aufschwingt. Ähnliche Bekrönungen finden sich an den Turmuhren. Diese sind im dritten Turmgeschoss unmittelbar unterhalb der Aussichtsplattform angeordnet, die diese Geschoss abschließt. Darauf erhebt sich ein beinahe zierlich wirkender, oktogonaler Aufsatz, der nach oben hin mittels eines kuppelartigen Helmes mit Laterne abschließt.

### Innenraum
Neben Nord- und Südportal, welche die Hauptzugänge zum Kircheninneren bilden, befindet sich auch im Turmerdgeschoss ein Portal, das vornehmlich für feierliche Einzüge verwendet wird. Alle drei Portale verfügen noch über die kunstvollen Schlösser und Beschläge aus der Entstehungszeit der Kirche. Durch die Lage der Zugänge ergeben sich im Innenraum ein Längs- und ein Quergang, die sich genau im Mittelpunkt des Langhauses kreuzen. Diese Stelle ist in dem aus Solnhofener Platten bestehenden Bodenbelag durch einen Stern hervorgehoben. Das Gestühl ist somit in vier Blöcke unterteilt. Früher waren alle Bankreihen durch Türen geschlossen, wie heute noch in der vorderste Reihe zu sehen. Außerdem zieht sich entlang der Seitenwände und der Rückwand eine Bankreihe, die früher durch Glasscheibe vom Kirchenraum abgetrennt war. Dies waren die privilegierten Plätze für höhergestellte Kirchenbesucher. Da der Kanzelaltar, der Abendmahlstisch und der Taufstein, also die Prinzipalstücke der Kirchenausstattung, genau auf einer Linie mit dem Westportal angeordnet sind, ergibt sich dennoch eine starke Betonung der Längsachse. Dieser Eindruck wird durch die Anordnung der Deckengemälde und die seitlichen Doppelemporen noch verstärkt.
Beide Emporen werden von aus den Seitenwänden auskragenden Konsolen aus Eichenholz, die in Voluten enden, getragen und seit 1743 durch Rundsäulen mit ionisierenden Kapitellen, die sich nach oben hin verjüngen, unterstützt. Dass letztere nicht von Anfang geplant waren, sondern erst aus Angst vor zu hoher Belastung durch vielen Kirchenbesucher bei der Einweihungsfeier der Universität hinzugefügt wurden, sieht man daran, dass nicht unter jedem Unterzug eine Säule steht. Erst zur Hundertjahrfeier der Neustädter Kirche 1837 erhielten die Emporen ihren charakteristischen Anstrich, der einen Kontrast zu dem mit gestoßenem Malachit versetzten Grünton der Wände bildet.
Die Aufgänge zu den Emporen befinden sich in vier von außen und innen zugänglichen Treppentürmen, zwei auf der Westseite der Kirche und zwei auf der Ostseite im Winkel zwischen Langhaus und Chor. Auf der Westseite befinden sich zwei jeweils gegenläufig angelegte Treppenanlagen, auf der Ostseite zwei einfache Wendeltreppe, wobei hier die Rundung des Treppenhauses vom Innenraum aus zu sehen ist und den Übergang zwischen Langhaus und Chor vermittelt. Während die untere Empore drei der vier Langhausseiten umschließt und im rückwärtigen Bereich viel Platz für die Hauptorgel und einen Chor bietet, wurde der hintere Teil der oberen Empore im Jahr 1918 entfernt. Diese zieht sich also nur noch entlang der Nord- und Südseite des Langhauses. Auf den beiden Emporen befindet sich festes Gestühl, sondern lediglich lose aufgestellte Bänke.
Der Bereich der Apsis, also der Chorscheitel ist durch den Kanzelaltar und zwei aufgemauerte Seitenteile (vor 1904 Verglasung) sowie eine Zwischendecke knapp unterhalb der oberen Fensterreihe vom übrigen Kirchenraum getrennt. Hier befindet sich die Sakristei der Neustädter Kirche, die somit nicht in einen das architektonische Konzept störenden Anbau ausgelagert werden muss. Gleichzeitig wird dieser Raum für Gottesdienste in kleinerem Rahmen genutzt, zum Beispiel für die sonntäglichen Frühgottesdienste. Unterhalb der Sakristei befindet sich seit 1744 eine Krypta, in der zahlreiche Adlige, insbesondere einige Markgrafen von Bayreuth, bestattet sind.

## Ausstattung

### Kanzelaltar
Die Kanzel der Neustädter Kirche wurde 1733 von Johann David Räntz, der auch die Pläne für den Bau entwarf, fertiggestellt. Das auffälligste Gestaltungsmerkmal ist eine große Engelsfigur, die den von kleineren Engeln gesäumten Korpus trägt. 1744 errichtete man um diese Kanzel herum den heutigen Kanzelaltar, der typisch für lutherische Kirchen im sogenannten Markgrafenstil ist. In ihm kommt die Gleichwertigkeit von Wort und Sakrament im evangelischen Gottesdienst zum Ausdruck. Für den Kanzelaltar wurden Teile des im Dezember 1743 abgebrochenen Altares der Konkordienkirche verwendet. Direkt über dem Altartisch mit einem Kruzifix von 1735 erhebt sich die Kanzel, die von zweimal drei sich nach oben hin verjüngenden Rundsäulen flankiert wird. Dabei ist die mittlere Säule deutlich in den Raum vorgerückt. Die Säulen stehen allesamt auf hohen Sockeln und besitzen ionisierende Kapitelle. Sie tragen ein kräftiges, weit auskragendes, verkröpftes Gebälk, in das auch der auf der Schalldeckel der Kanzel einbezogen ist. An dessen Unterseite befindet sich eine Darstellung der Heilig-Geist-Taube im Halbrelief und das Bibelzitat Nicht ihr seid es, die da reden, sondern meines Vaters Geist ist es, der durch euch redet (Mt 10,20 ).
Darüber – gleichsam in einer zweiten Ebene, die wiederum von zweimal drei Säulen begleitet wird – befindet sich ein großes Gemälde des Christus als Guter Hirte, der dem verlorenen Schaf nachgeht. Dieses Bild war von 1755 bis 1903 im Kirchensiegel der Neustädter Gemeinde dargestellt. Darüber ist ein weiteres Gemälde mit zahlreichen Engeln und dem hebräisch geschriebenen Gottesnamen zu sehen. Beide schuf Martin Simon Gläser im Jahr 1744. Auf dem nach hin abschließenden Gebälk des Kanzelaltares sitzen zahlreichen weitere Engelsfiguren, der Blick stets zur Mitte hin, eben auf Kanzel und Altar, gerichtet ist. Mittig am Gebälk ist eine Kartusche mit Wappen des Markgrafen Friedrich III., das ein großes F enthält, angebracht. Der Markgraf war seinerzeit als Landesherr Garant für die evangelisch-lutherische Religionsausübung; deshalb wurde seinem Signet ein wichtiger Platz am Altar eingeräumt. Auch die vergoldete Krone, die früher zuoberst am Altar angebracht war und heute nur mehr den Schalldeckel der Kanzel ziert, stand symbolhaft für den Landesherrn.
An der Rückwand der Kirche befinden sich heute zwei Gemälde, die Kopien der Dürer-Apostel darstellen. Sie wurden im Jahr 1905 von „Malerpfarrer“ Georg Bickel aus Mönchsroth geschaffen und waren ursprünglich für die neu aufgemauerten Seitenteile des Kanzelaltares vorgesehen.

### Speisgitter
Vor dem Altartisch befindet sich ein kleines, um zwei Stufen erhöhtes Podest, das von einem kunstvoll gestalteten, schmiedeeisernen Speisgitter eingerahmt wird. Es stammt wie Teile des Altares ursprünglich aus der Konkordienkirche und wurde 1753 in die Neustädter Kirche verbracht. Im Gitter erkennt man neben dem schwarzen Preußischen Adler auch die ineinander verschlungenen Buchstaben E und S, die auf die Stifterin des Speisgitters, die Markgräfin Elisabeth Sophie, verweisen. Ursprünglich war das Gitter allseitig geschlossen, und der Pfarrer gelangte durch eine Tür in der Vorderseite des Gitters zum Altar. Dies war jedoch bei der Abendmahlsspendung hinderlich, sodass die Vorderseite später entfernt wurde und nur die seitlichen Geländer erhalten blieben.

### Abendmahlstisch
Anlässlich des 250. Jahrestages ihrer Einweihung erhielt die Neustädter Kirche im Jahr 1987 einen neuen, modern gestalteten Abendmahlstisch, der von dem Nürnberger Bildhauer Heinz Heiber geschaffen wurde. Dieser wurde – ausgehend von den Erfahrungen, die man während der Kirchenrenovierung 1979 bis 1982 bei Gottesdiensten im Gemeindehaus am Bohlenplatz sammelte – möglichst nah an der Gemeinde auf weit in das Langhaus vorgezogenen „Altarinsel“ platziert. Im Gegensatz dazu steht der historische Kanzelaltar maximal weit von den Kirchenbesuchern entfernt. Nachdem die Finanzierung durch eine großzügige Spende ermöglicht wurde, schuf Heiber eine große, runden Altartisch aus Eichenholz, dessen Platte die zentrale, lebensgroße Figur des auferstehenden Christus durchbricht. Symbolhaft ist auch die gesenkte Kopfhaltung der Figur, die noch an das Karfreitagsgeschehen erinnert und Christus als einfachen Menschen erscheinen lässt.

### Taufstein
Exakt auf einer Linie mit Kanzelaltar und Abendmahlstisch steht der barocke Taufstein von 1707, der ursprünglich aus der Sophienkirche stammt. Er wurde in der Mittelachse des Langhauses etwa auf Höhe der vordersten Bankreihe platziert. Laut Inschrift wurde er von dem Mehlhändler Johann Lescher gestiftet. Der kunstvoll mit Engelsköpfen und Akanthusblättern verzierte und teilweise vergoldete Fuß trägt ein geripptes Becken mit einer ebenfalls vergoldeten Taufschale. Letztere ist wahrscheinlich erst später ergänzt worden. Insgesamt besitzt der Taufstein eine Kelchform.

## Deckengemälde
Die Neustädter Kirche weist eine für ein evangelisches Gotteshaus sehr reiche Ausmalung auf. Der Zyklus an Deckengemälden umfasst die gesamte Längsachse der Kirche vom Chorscheitel bis oberhalb der Orgelempore. Die Gemälde an der Spiegeldecke wurden von dem gebürtigen Erlanger Maler Christian Leinberger geschaffen; sein jüngerer Bruder Karl Georg dürfte ebenfalls mitgewirkt haben. Die Brüder Leinberger arbeiteten dabei größtenteils ohne Stuck; dieser wird zwar als Gestaltungselement eingesetzt, ist aber lediglich in illusionistischer Manier aufgemalt. Dieser Behelf ist wohl auf Geldmangel zurückzuführen; alleine die Malerei kostete rund 2000 Gulden, also ein Fünftel dessen, was die Neustädter Gemeinde selbst in 20 Jahren für den Kirchenbau aufbrachte. Aus heutiger Sicht darf dieser Umstand aber wohl als Glücksfall bezeichnet werden, da in anderen Kirchen oft zunächst die für Deckengemälde vorgesehenen Flächen mit Stuck gerahmt wurden und dann für immer leer blieben (z. B. in der Altstädter Kirche) oder erst viel später ausgemalt wurden (z. B. in der Basilika Gößweinstein).
Die einzige Ausnahme bilden die Stuckornamente in den Bogenfeldern über der oberen Fensterreihe. Hier erkennt man – mehrfach sich wiederholend – eine Vase mit Rankwerk und aufgesetztem Baldachin oder eine Muschelform, die aus Voluten wächst und darüber Wolken mit abgrenzendem Strahlenkranz.

### Deckengemälde im Kirchenschiff
Wer die Kirche durch das Nord- oder Südportal betritt und dann im Mittelgang stehen bleibt, erblickt zuerst das Gemälde von der Geburt Christi. Das Geschehen spielt sich überwiegend im unteren Drittel des Bildfeldes ab. Um das auf einer einfachen Kiste liegende Jesuskind scharen sich rechts die Mutter Maria, dahinter Josef; von links treten Hirten heran, um dem Kind zu huldigen. Der erste lüpft den Hut und opfert dem Kind ein Lamm; ein zweiter drängt eine Frau ins Bild, die einen Käfig mit zwei Tauben (vgl. Darstellung des Herrn im Tempel) hochhält. Hinter dem Jesuskind stehen außerdem zwei Kinder, von denen eines dem Jesus einen Apfel hinhält. Der Verschlag, in dem Christus geboren wird, ist stark verfallen und weist durch die sich kreuzenden Bretter bereits auf den Tod Christi hin. Unten rechts liegt ein nackter Mann auf einem teuren roten Tuch. Dieser lenkt den Blick in das Geschehen hinein und zu dem nach oben hin immer heller und wärmer werdenden Himmel, der von jubilierenden Engeln bevölkert wird. Rechts ist ein Posaunenengel zu sehen, links ein anderer mit dem Spruchband GLORIA IN EXCELSIS DEO (lat. „Ehre sei Gott in der Höhe“).
Diesem Gemälde gegenübergestellt ist ein Bild der Kreuzaufrichtung. Man sieht es, wenn man sich – im Mittelgang stehend – zum Westportal hinwendet. Wie bereits der Titel andeutet, scheint der Bildinhalt voller Bewegung zu sein. Im Zentrum ist genau der Moment der Kreuzaufrichtung dargestellt. Ein Mann zieht dabei von rechts, ein Soldat hilft von links nach. Zwei deutlich als römische Soldaten erkennbare Männer am linken Bildrand überwachen das Geschehen. Am unteren Bildrand ist Maria, die Mutter Jesu, zusammengebrochen; zwei Frauen kümmern sich um sie. Der daneben sitzende „Lieblingsjünger“ Johannes blickt zu dem Geschehen in der Bildmitte. Ganz unten sind zwei Männer beim Würfeln um Jesu Rock zu sehen, die ansonsten aber desinteressiert an dem Geschehen scheinen. Die theologische Absicht dieses Bild ist es also, unterschiedliche Verhaltensweisen zu zeigen, wie Menschen auf das Kreuzigungsereignis reagieren – von Desinteresse über distanziertes Zuschauen bis hin zum aktiven Mitleid (und hier sogar aktiver Mitwirkung).
Genau in der Kirchenmitte, also über dem Quergang und somit zwischen den beiden bereits beschriebenen Gemälden, ist Christi Himmelfahrt dargestellt. Wieder nimmt Christus, umgeben von einigen Engeln, die Bildmitte ein. Den Hintergrund bildet ein rötlich-gelber Himmel mit Gewölk. Die Erde ist nur am unteren Bildrand zu sehen. Die zahlreichen Personen, die wiederum unterschiedliche Verhaltensweise im Hinblick auf das dargebotene Geschehen zeigen, sind im Verhältnis zu der Zentralfigur Christus groß dargestellt. Daher erscheint Christus in gewisser Weise nach oben hin entrückt. Vielleicht soll dieses Bild auch eine Art Vierungskuppel darstellen, wie sie in der barocken Kirchenarchitektur verbreitet war.
Wie das zuletzt erwähnte Bild ist auch das Gemälde am Übergang vom Kirchenschiff zum Altarraum querformatig angelegt. Zentrales Thema ist hier, wenn auch nicht auf den ersten Blick erkennbar, das Auge Gottes. Dieses ist mittig an einem wiederum rötlich-gelben Himmel in einem gleichseitigen Dreieck zu sehen. Es ist mit einer Krone über Pflanzenwedeln versehen und wird von drei großen Engeln, die mit flatternden Gewändern auf Gewölk sitzen, umringt.
In den Stichkappen oberhalb der fünf Fensterachsen des Langhauses befinden sich weitere, jedoch kleinere Gemälde. Im Uhrzeigersinn, beginnend auf der Südwestseite, sind dies: die Zehn Gebote; der Evangelist Matthäus; ein vor Wolken schwebendes Kreuz; der Evangelist Markus; die Bibel (Südseite); die Taufe in Form einer Heilig-Geist-Taube, über der eine Schüssel und eine Kanne dargestellt sind; der Evangelist Lukas; zwei gekreuzte Schlüssel, die freilich auf Jesu Wort an Petrus verweisen (Mt 16,19 ); der Evangelist Johannes; ein Kelch und darüber eine Hostie, auf der eine dreifigurige Kreuzigungsgruppe zu erahnen ist (Nordseite).
Am Übergang zwischen Langhaus und Chor, also dort, wo sich die Rundungen der Treppenhäuser befinden sind, findet man weitere, in Grisaille ausgeführte Gemälde. Diese symbolisieren die christlichen Tugenden Geduld und Hoffnung (links) sowie Glaube und Liebe (rechts).

### Deckengemälde im Altarraum
Die Deckengemälde im Altarraum sind für den Betrachter durch den Kanzelaltar und den Sakristeieinbau nur schwer und zum Teil nicht als Ganzes zu erkennen. Das Hauptgemälde im Altarraum zeigt das Pfingstereignis. Zu sehen die Apostel, die den Heiligen Geist empfangen, der sie zu einem Predigen, dass alle Menschen unmittelbar verstehen. Auf diese Weise ist der Bezug zum Kanzelaltar gegeben, der direkt unter dem Gemälde steht. In den Stichkappen des Altarraums, wiederum beginnend im Südwesten, befinden sich im Uhrzeigersinn folgende Darstellungen: Moses, König David mit der Harfe, der Prophet Daniel mit dem Buch und dem Löwenkopf sowie Aaron, der in der rechten Hand ein Messer hält und seine Linke (bei der Weihe zum Priester, vgl. Gen 29,10 ) auf den Kopf eines Stieres legt.

## Orgeln
Die Geschichte der Orgeln in der Neustädter Kirche reicht bis in die Erbauungszeit zurück.

### Barocke Glis-Orgel
Die erste Orgel der Neustädter Kirche wurde 1741 von dem Nürnberger Orgelbauer Johann Glis errichtet. Das Orgelwerk umfasste insgesamt 31 Register auf zwei Manualen und Pedal. Das Schleifladeninstrument hatte mechanische Spiel- und Registertrakturen, der Spieltisch war im Untergehäuse integriert. Von diesem Instrument sind bis heute drei Register erhalten (siehe unten), sowie der barocke Prospekt, der 1741 von dem Bildhauer Antonius Merz gestaltet wurde.
| I Hauptwerk C–c3 |                   |     |
| 01.              | Bordoun           | 16′ |
| 02.              | Principal         | 08′ |
| 03.              | Viola da gamba    | 08′ |
| 04.              | Quintatön         | 08′ |
| 05.              | Flute traversiere | 08′ |
| 06.              | Human Gedackt0    | 08′ |
| 07.              | Octava            | 04′ |
| 08.              | Gemshorn          | 04′ |
| 09.              | Flauto stoccato   | 04′ |
| 10.              | Quinta            | 03′ |
| 11.              | Superoctava       | 02′ |
| 12.              | Mixtura IV        | 02′ |

| II Brustwerk C–c3 |                |       |
| 13.               | Grobgedackt    | 8′    |
| 14.               | Rohrflöte      | 8′    |
| 15.               | Salicional     | 8′    |
| 16.               | Principal      | 4′    |
| 17.               | Fugara         | 4′    |
| 18.               | Viola          | 4′    |
| 19.               | Kleingedackt 0 | 4′    |
| 20.               | Nassat terz    |       |
| 21.               | Octava         | 2′    |
| 22.               | Quinta         | 1 ⁄2′ |
| 23.               | Mixtura III    | 1′    |
| 24.               | Vox humana     | 8′    |

| Pedal C–c1 |               |     |
| 25.        | Subbaß        | 16′ |
| 26.        | Violonbaß     | 16′ |
| 27.        | Principalbaß  | 08′ |
| 28.        | Quintbaß      | 06′ |
| 29.        | Bassetto      | 04′ |
| 30.        | Mixturbaß IV  | 02′ |
| 31.        | Posaunenbaß 0 | 16’ |

- Nebenregister: Tremulant, Stern
- Koppeln und Spielhilfen: 3 Sperrventile

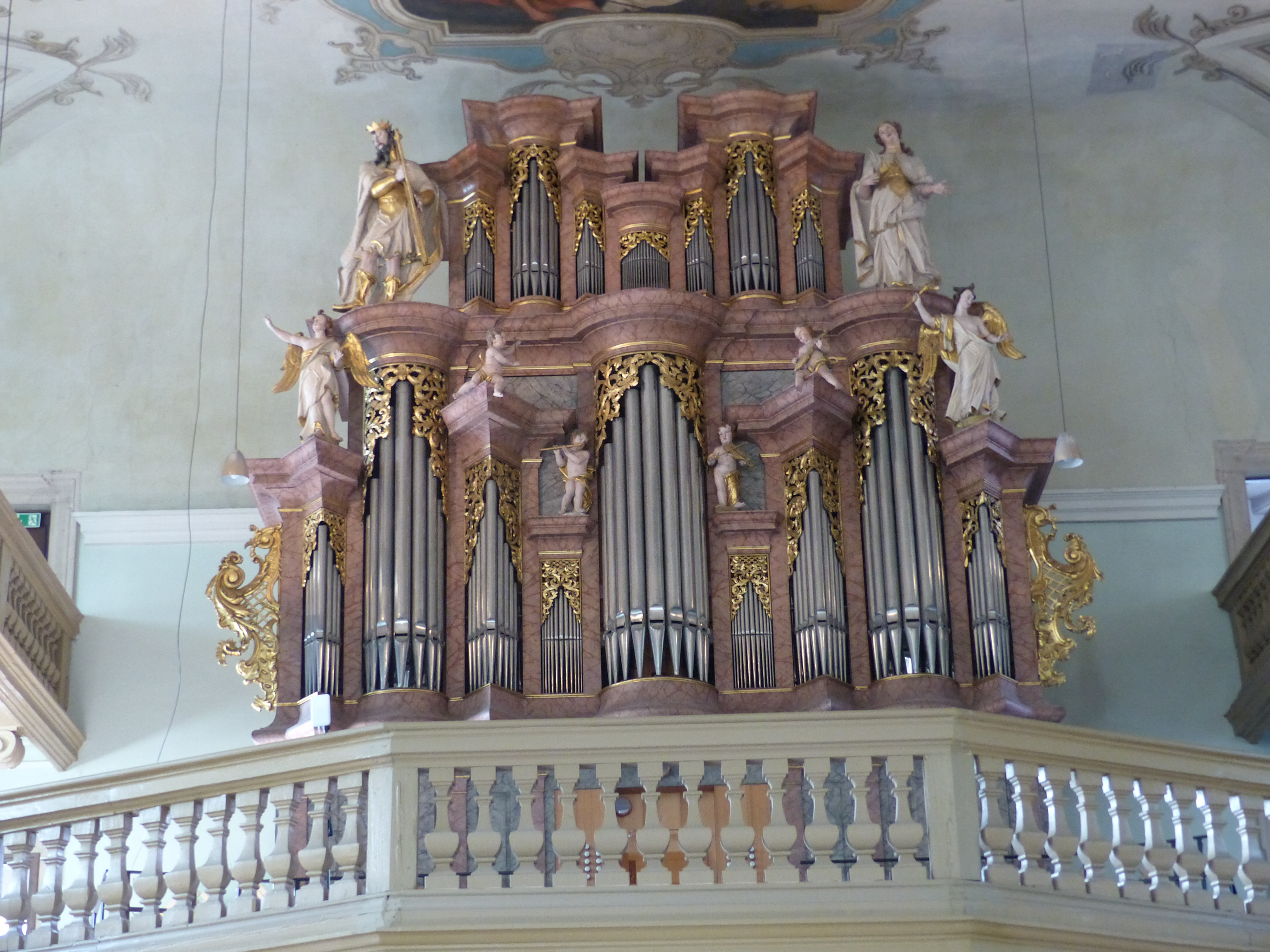
Prospekt der Hauptorgel

Er besteht aus einem grau marmorierten Untergehäuse, das gleichsam als Sockel für das neunteilig gegliederte Hauptwerk und das aufsitzende, siebenteilige Oberwerk dient. Die verschieden hohen Pfeifentürme der Werke befinden sich in drei Tiefenebenen; im Wechsel treten sie gerundet und mit übereck gestelltem, stark verkröpftem Abschlussgesims hervor. Innerhalb jedes Pfeifenturmes steigen die Pfeifen zur Mitte an und bringen somit zusätzlich zu dem breiten, horizontalen Gebälk eine Vertikaltendenz zum Ausdruck. Geschnitzte, vergoldete Schleierbrette füllen gleich wie Vorhänge den freien Raum über den kleineren Pfeifen und setzen einen farblichen Kontrast zum Silberton der Pfeifen und dem rot marmorierten Gehäuse. Weitere geschnitzte, vergoldete Ornamente, mitunter auch als „Ohren“ bezeichnet, schließen den Prospekt zur Seiten hin ab.
Von großer Bedeutung sind auch die Statuen, die sich an dem Barockprospekt befinden. Links oben steht König David mit Krone, goldenem Brustpanzer und Harfe. Durch den leicht geöffneten Mund deutet der Künstler an, dass er zu seinem Harfenspiel singt. Rechts oben befindet sich die über die Konfessionsgrenze hinweg als Patronin der Kirchenmusik bekannte Cäcilia, die in ihrer Rechten ihr Attribut, eine kleine Handorgel, trägt. Sie besitzt eine andächtig lauschende Körper- und Kopfhaltung. Auf den äußeren Pfeifentürmen des Hauptwerks stehen zwei etwas kleinere Engelsfiguren. Die linke lädt mit einer weit ausladenden Geste anscheinend zum Mitsingen ein, die rechte hält eine Flöte. In der Mitte des Hauptwerks sind vier flügellose, nackte Putten angeordnet, deren Körper jeweils von einem goldenen Tuch umweht wird. Die links oben sitzende Putto dirigiert das Konzert der drei anderen, die (von links nach rechts) Flöte, Violine und Laute spielen.

### Umbauten im 19. und 20. Jahrhundert
Das Orgelwerk von Johan Glis aus dem Jahr 1741 wurde 1819 gereinigt und repariert. Ab der Mitte des 19. Jahrhunderts wurde es mehrfach umgebaut, um veränderten Stilvorstellungen und Spielpraktiken gerecht zu werden. Die Resultate waren nie von lang anhaltendem Erfolg gekrönt. Als erstes wurde die Orgel in den Jahren 1855/1857 von Eberhard Friedrich Walcker aus Ludwigsburg (als Opus 149) umgebaut und auf 37 Register erweitert. Das Kegelladeninstrument hatte mechanische Spiel- und Registertrakturen.
| I Hauptwerk |                |         |
| 01.         | Bordun         | 16′     |
| 02.         | Prinzipal      | 08′     |
| 03.         | Flöte Major    | 08′     |
| 04.         | Gedeckt        | 08′     |
| 05.         | Quintatön      | 08′     |
| 06.         | Viola di Gamba | 08′     |
| 07.         | Quintflöte     | 05 1⁄3′ |
| 08.         | Oktave         | 04′     |
| 09.         | Gemshorn       | 04′     |
| 10.         | Flauto         | 04′     |
| 11.         | Quinte         | 02 ⁄3′  |
| 12.         | Oktave         | 02′     |
| 13.         | Mixtur III     |         |
| 14.         | Trompete       | 08′     |

| II Oberwerk |                   |        |
| 15.         | Prinzipal         | 08′    |
| 16.         | Rohrflöte         | 08′    |
| 17.         | Gedeckt           | 08′    |
| 18.         | Salizional 0      | 08′    |
| 19.         | Dolce             | 08′    |
| 20.         | Fugara            | 04′    |
| 21.         | Gedeckt           | 04′    |
| 22.         | Nasat             | 02 ⁄3′ |
| 23.         | Fugara            | 02′    |
| 24.         | Octav             | 02′    |
| 25.         | Cornett IV        | 08′    |
| 26.         | Fagott-Klarinette | 08′    |

| Pedal |                  |         |
| 26.   | Prinzipal        | 16′     |
| 27.   | Subbaß           | 16′     |
| 28.   | Violonbaß        | 16′     |
| 29.   | Quintbaß         | 10 2⁄3′ |
| 30.   | Principaloctav 0 | 08′     |
| 31.   | Flötenbaß        | 08’     |
| 32.   | Cello            | 08′     |
| 33.   | Quintbaß         | 05 1⁄3′ |
| 34.   | Bassetto         | 04′     |
| 35.   | Posaune          | 16’     |

Im Jahr 1896 nahm die Firma G. F. Steinmeyer & Co. aus Oettingen einen weiteren Umbau vor, bei dem der Spieltisch verändert und das ursprünglich mechanische Orgelwerk mit elektropneumatischen Taschenladen ausgestattet wurde. 1910/1911 erfolgte, wiederum durch Steinmeyer, die Erweiterung um vier Register. Im Zuge dieser Maßnahmen wurden Schritt für Schritt die Manualumfänge von C–c3 auf C–a3 und die Pedalumfänge von C–c1 auf C–f1 erweitert. Außerdem wurden Zubauten und Verschiebungen der Pfeifenreihen vorgenommen, Register neu intoniert oder durch neue Register ausgetauscht. Bei diesen Umbauten wurde auch der Prospekt in der Tiefe ausgebaut und zu beiden Seiten um weit auskragende Reihen großer Pedalpfeife erweitert. 1919 ergänzte Steinmeyer das Instrument um ein drittes Manualwerk (als Opus 1277), das als Schwellwerk hinter der Orgel in einer Kammer im Kirchturm untergebracht wurde. Dafür war bereits 1918 der rückwärtige Teil der oberen Empore entfernt worden. Das Instrument umfasste insgesamt 56 klingende Register auf drei Manualen und Pedal.
| I Hauptwerk C–a3 |              |        |
| 01.              | Principal    | 16′    |
| 02.              | Principal    | 08′    |
| 03.              | Gamba        | 08′    |
| 04.              | Flöte        | 08′    |
| 05.              | Gedackt      | 08′    |
| 06.              | Gemshorn     | 08′    |
| 07.              | Flauto dolce | 08′    |
| 08.              | Octav        | 04′    |
| 09.              | Rohrflöte    | 04′    |
| 10.              | Quint        | 02 ⁄3′ |
| 11.              | Octav        | 02′    |
| 12.              | Mixtura IV   | 02′    |
| 13.              | Kornett V    | 08′    |
| 14.              | Trompete     | 08′    |

| II Oberwerk C–a3 |                 |       |
| 15.              | Quintade        | 16′   |
| 16.              | Geigenprincipal | 8′    |
| 17.              | Violine         | 8′    |
| 18.              | Dulciana        | 8′    |
| 19.              | Tibia           | 8′    |
| 20.              | Rohrflöte       | 8′    |
| 21.              | Liebl. Gedackt  | 8′    |
| 22.              | Fugara          | 4′    |
| 23.              | Gemshorn        | 4′    |
| 24.              | Zartflöte       | 4′    |
| 25.              | Nasat           | 2 ⁄3′ |
| 26.              | Flautino        | 2′    |
| 27.              | Terzflöte       | 1 ⁄3′ |
| 28.              | Klarinette      | 08′   |

| III Schwellwerk C–a3 |                 |       |
| 29.                  | Bordun          | 16′   |
| 30.                  | Hornprincipal   | 8′    |
| 31.                  | Echogamba       | 8′    |
| 32.                  | Salicional      | 8′    |
| 33.                  | Vox coelestis   | 8′    |
| 34.                  | Jubalflöte      | 8′    |
| 35.                  | Nachthorn       | 8′    |
| 36.                  | Quintade        | 8′    |
| 37.                  | Kleingedackt    | 8′    |
| 38.                  | Viola           | 4′    |
| 39.                  | Geigenprincipal | 4′    |
| 40.                  | Traversflöte    | 4′    |
| 41.                  | Quintflöte      | 2 ⁄3′ |
| 42.                  | Piccolo         | 02′   |
| 43.                  | Großmixtur V    | 2 ⁄3′ |
| 44.                  | Trompete        | 08′   |
| 45.                  | Oboe            | 08′   |

| Pedal C–f1 |              |         |
| 46.        | Principalbaß | 16′     |
| 47.        | Violon       | 16′     |
| 48.        | Subbaß       | 16’     |
|            | Zartbaß 0    | 16’     |
| 49.        | Quintbaß     | 10 2⁄3′ |
| 50.        | Baßflöte     | 08′     |
| 51.        | Violonbaß 0  | 08′     |
| 52.        | Salicetbaß   | 08′     |
| 53.        | Choralbaß    | 04′     |
| 54.        | Posaune      | 16′     |
| 55.        | Kornettbaß   | 08’     |
| 56.        | Trompetenbaß | 08’     |

Anmerkungen:
1. ↑  Windabschwächung aus Subbaß 16’

In den Jahren 1935/1936 versetzte Steinmeyer das Schwellwerk hinter den Kanzelaltar. Dafür wurde ein neues, barockisierendes Rückpositiv in die Emporenbrüstung eingefügt. Außerdem wurden im Oberwerk romantische Grundstimmen durch Aliquotregister ersetzt. Somit umfasste das Instrument insgesamt 70 Register auf vier Manualen und Pedal. Bereits in den 1960er Jahren mehrten sich Stimmen, dass auch dieses Instrument stilistisch und qualitativ unausgewogen sei. Ein erneuter Umbau durch Steinmeyer 1969 erbrachte nicht den gewünschten Effekt.
| I Rückpositiv C–g3 |                   |        |
| 1.                 | Gedackt           | 08′    |
| 2.                 | Blockflöte        | 04′    |
| 3.                 | Ital. Prinzipal   | 02′    |
| 4.                 | Sesquialtera II   | 02 ⁄3′ |
| 5.                 | Jauchzend Pfeife0 | 01′    |
| 6.                 | Quintzymbel II    | 01⁄6′  |
| 7.                 | Geigenregal       | 16′    |
|                    | Tremulant         |        |

| II Hauptwerk C–g3 |                 |         |
| 08.               | Prinzipal       | 16′     |
| 09.               | Prinzipal       | 08′     |
| 10.               | Gambe           | 08′     |
| 11.               | Flöte           | 08′     |
| 12.               | Gedeckt         | 08′     |
| 13.               | Gemshornquinte0 | 05 1⁄3′ |
| 14.               | Oktave          | 04′     |
| 15.               | Rohrflöte       | 04′     |
| 16.               | Quinte          | 02 ⁄3′  |
| 17.               | Oktave          | 02′     |
| 18.               | Blockflöte      | 02′     |
| 19.               | Sifflöte        | 01′     |
| 20.               | Mixtura IV      | 02′     |
| 21.               | Septim-Cornett  | 08′     |
| 22.               | Trompete        | 08′     |
| 23.               | Krummhorn       | 08′     |
|                   | Tremulant       |         |

| III Oberwerk C–g3 |                |        |
| 24.               | Quintatön      | 16′    |
| 25.               | Tibia          | 08′    |
| 26.               | Dulciana       | 08′    |
| 27.               | Rohrflöte      | 08′    |
| 28.               | Prinzipal      | 04′    |
| 29.               | Gemshorn       | 04′    |
| 30.               | Nasard         | 02 ⁄3′ |
| 31.               | Kleinoktave    | 02′    |
| 32.               | Superquinte0   | 01 ⁄3′ |
| 33.               | Scharff V      | 01′    |
| 34.               | Terzzymbel III | 01⁄5′  |
| 35.               | Trompetenregal | 16′    |
| 36.               | Klarinette     | 08′    |
| 37.               | Cornopean      | 04′    |
|                   | Tremulant      |        |

| IV Chororgel C–g3 |                 |        |
| 38.               | Bordun          | 16′    |
| 39.               | Hornprinzipal   | 8′     |
| 40.               | Salicional      | 8′     |
| 41.               | Vox coelestis   | 8′     |
| 42.               | Quintatön       | 8′     |
| 43.               | Jubalflöte      | 8′     |
| 44.               | Prinzipal       | 4′     |
| 45.               | Traversflöte    | 4′     |
| 46.               | Quinte          | 2 ⁄3′  |
| 47.               | Piccolo         | 2′     |
| 48.               | Terz            | 1 3⁄5′ |
| 49.               | Großmixtur V    | 1 ⁄3′  |
| 50.               | Oktavzymbel III | 01⁄2′  |
| 51.               | Fagott          | 16′    |
| 52.               | Trompete harm.  | 08′    |
| 53.               | Vox humana      | 08′    |
| 54.               | Clarine         | 04′    |
|                   | Tremulant       |        |

| Pedal C–f1 |                |         |
| 55.        | Prinzipalbaß   | 16′     |
| 56.        | Violon         | 16′     |
| 57.        | Subbaß         | 16’     |
| 58.        | Quintbaß       | 10 2⁄3′ |
| 59.        | Oktavflöte     | 08′     |
| 60.        | Baßflöte       | 08′     |
| 61.        | Choralbaß      | 04′     |
| 62.        | Waldflöte      | 02′     |
| 63.        | Mixtur IV      | 02 ⁄3′  |
| 64.        | Cornettbaß VI0 | 04′     |
| 65.        | Posaune        | 16’     |
| 66.        | Trompete       | 08’     |

| Pedal C–f1 |                |     |
| 67.        | Zartbaß        | 16′ |
| 68.        | Cello          | 08′ |
| 69.        | Flötbaß        | 04’ |
| 70.        | Liebl. Posaune | 16’ |

Koppeln: I/II, III/II, IV/II, IV/III, I/P, II/P, III/P, IV/P, Super III, Super IV, Super III/II, Super IV/II, Super III/P
Spielhilfen: 4 freie Kombinationen, 1 freie Pedalkombination, Crescendo, Pleno, Tutti, Generalkoppel, Zungenabsteller, Crescendo ab, Auslöser
Aufgrund der Anfälligkeit der alten Elektrik und der system- und qualitätsbedingten Wartungsintensität der Taschenladen kam nur ein Neubau infrage. Deshalb wurde 1992 ein Orgelbauverein gegründet, der Spenden für die Anschaffung einer neuen Orgel sammelte. Das barocke Gehäuse sollte unbedingt erhalten bleiben und restauriert werden. Nach dem Eingang zweier Großspenden wurde im Jahr 2000 der Projektauftrag ausgeschrieben. Den Zuschlag erhielt im April 2002 die Firma Goll aus Luzern.

### Heutiges Orgelwerk
Das heutige Instrument wurde in den Jahren 2004/2005 unter Wiederwendung historischer Substanz geschaffen und am 2. Oktober 2005 eingeweiht. Es enthält drei Register der Glis-Orgel von 1741 sowie sechs weitere Register von G. F. Steinmeyer & Co., davon eines von 1910 und fünf von 1919. 13 weitere Register von Steinmeyer wurden in der neuen „ökumenischen Orgel“ der katholischen Pfarrkirche St. Bonifaz aus dem Jahr 2008 wiederverwendet.
Die Goll-Orgel umfasst insgesamt 45 Register und drei Transmissionen auf drei Manualen und Pedal. Die Spieltrakturen sind mechanisch, die mechanischen Registertrakturen sind – dem heutigen Standard entsprechend – mit Elektromagneten ausgestattet (Doppelregistratur). Die Disposition wurde in Anlehnung an das fränkisch-barocke Klangbild von Glis-Orgeln angelegt. Auf eine vollständige Rekonstruktion des barocken Klangbildes wurde jedoch verzichtet, um heutigen Erfordernissen besser zu entsprechen. So sind etwa zwei Drittel der Stimmen von Hauptwerk, Oberwerk und Pedal denen der Glis-Orgel nachempfunden, was sich auch in den Registernamen widerspiegelt. Das dritte Manualwerk, das als zwölf Register umfassendes Schwellwerk ausgeführt ist, wurde neu disponiert, orientiert sich an romantischen Klangbildern und erlaubt somit eine Interpretation von Werken des 19. Jahrhunderts.
Der Orgelneubau brachte außerdem einige konstruktive Anpassungen mit sich. So wurde beispielsweise das Gehäuse wieder auf seine ursprüngliche Tiefe zurückgeführt und die seitlichen Anbauten entfernt. Die dadurch notwendigen Ergänzungen in der Fassung besorgte der Kirchenmaler Béla Faragó in der aus den 1960er Jahren stammenden Struktur. In dem historischen Gehäuse wurden – analog zur Glis-Orgel von 1741 – das Hauptwerk, das Oberwerk und die kleineren Pedalpfeifen aufgestellt. Die größeren Pedalpfeifen (vormals in den seitlichen Anbauten) und das neue Schwellwerk (ohne Farbfassung) wurden hinter dem historischen Gehäuse untergebracht und sind daher vom Kirchenraum aus nicht sichtbar. Auf ein Rückpositiv wurde verzichtet. Der Spieltisch wurde, wie bei der Glis-Orgel von 1741, in das Untergehäuse integriert. Außerdem wurde die Orgel um rund einen halben Meter nach vorne gerückt, um ihr klanglich und optisch mehr Gewicht zu verleihen.
Die Disposition lautet wie folgt:
| I Hauptwerk C–g3 |                |          |     |
| 01.              | Bordoun        | 16′      | *   |
| 02.              | Principal      | 08′      | (G) |
| 03.              | Human Gedackt0 | 08′      | (S) |
| 04.              | Viola da Gamba | 08′      | *   |
| 05.              | Doppelflöte    | 08′      | (S) |
| 06.              | Octava         | 04′      | *   |
| 07.              | Spitzflöte     | 04′      |     |
| 08.              | Quinta         | 02 ⁄3′ 0 | *   |
| 09.              | Super Octava   | 02′      | *   |
| 10.              | Terz           | 01 3⁄5′  |     |
| 11.              | Cornett V      | 08′      |     |
| 12.              | Mixtura IV     | 01 ⁄3′   | *   |
| 13.              | Fagott         | 16′      |     |
| 14.              | Trompete       | 08′      |     |

| II Oberwerk C–g3 |                 |         |     |
| 15.              | Rohrflöte       | 8′      | *   |
| 16.              | Quintatön       | 8′      | *   |
| 17.              | Salicional      | 8′      | *   |
| 18.              | Principal       | 4′      | (G) |
| 19.              | Klein Gedackt 0 | 4′      | *   |
| 20.              | Viola           | 4′      | *   |
| 21.              | Nasat           | 2 ⁄3′ 0 | *   |
| 22.              | Flageolet       | 2′      |     |
| 23.              | Terz            | 1 3⁄5′  | *   |
| 24.              | Mixtura IV      | 2′      | *   |
| 25.              | Krummhorn       | 8′      |     |
| 26.              | Vox humana      | 8′      | *   |
|                  | Tremulant       |         |     |

| III Schwellwerk C–g3 |                       |       |     |
| 27.                  | Violon                | 16′   |     |
| 28.                  | Cor de nuit           | 08′   |     |
| 29.                  | Tibia                 | 08′ 0 | (S) |
| 30.                  | Gambe                 | 08′   |     |
| 31.                  | Voix céleste          | 08’   |     |
| 32.                  | Prestant              | 04′   |     |
| 33.                  | Flûte octaviante      | 04′   |     |
| 34.                  | Octavin               | 02′   |     |
| 35.                  | Plein jeu II-V        | 02′   |     |
| 36.                  | Trompette harmonique0 | 08’   |     |
| 37.                  | Hautbois              | 08’   |     |
| 38.                  | Clairon               | 04’   |     |
|                      | Tremulant             |       |     |

| Pedal C–f1 |                 |       |            |
| 39.        | Untersatz       | 32′ 0 | (S)        |
| 40.        | Violon Bass     | 16′   | (S)        |
| 41.        | Sub Bass        | 16′   | (S)        |
| 42.        | Principal Bass0 | 08′   | (G)        |
|            | Violoncello     | 08′   | [ Anm. 1 ] |
|            | Gedackt         | 08’   | [ Anm. 2 ] |
| 43.        | Bassetto        | 04′   | *          |
| 44.        | Posaunen Bass   | 16′   | *          |
|            | Fagott          | 16′   | [ Anm. 3 ] |
| 45.        | Trompeten Bass  | 08’   |            |

- Koppeln: II/I, III/I, III/II, I/P, II/P, III/P
- Spielhilfen: elektronische Setzeranlage, zwei Schwelltritte für III. Manual und Chororgel

Kennzeichnungen:
(G) = Original erhaltenes Register von Glis (1741)
(S) = Original erhaltenes Register von Steinmeyer (1910/11 bzw. 1919)
* = in Anlehnung an die originale Glis-Disposition rekonstruiertes Register
Anmerkungen:
1. ↑  Transmission aus Nr. 4 (Viola da Gamba 8′)
2. ↑  Transmission aus Nr. 3 (Human Gedackt 8′)
3. ↑  Transmission aus Nr. 13 (Fagott 16′)

### Chororgel
Bei der Chororgel handelt sich um das Steinmeyer’sche Schwellwerk von 1919. Dieses wurde 1936 hinter den Hochaltar versetzt. Beim Neubau der Hauptorgel 2004/2005 blieb die Chororgel unverändert. Sie ist über das zweite Manual der Hauptorgel mittels berührungsloser opto-elektronischer Kontakte anspielbar. Außerdem besitzt sie einen eigenständigen kleinen Spieltisch auf der Empore hinter dem Hochaltar. Im Frühjahr 2013 wurde das Instrument im Zuge einer Generalüberholung so weit wie möglich in den Originalzustand zurückgeführt. Im Februar 2014 wurde das Pedalwerk um das Register Subbass 16′ ergänzt, was der Orgel ein angemessenes Bassfundament verleiht. Somit umfasst die Chororgel nunmehr 20 Registern und zwei Transmissionen. Die Disposition lautet wie folgt:
| Manualwerk C–g3 |                  |     |
| 1.              | Bourdon          | 16′ |
| 2.              | Hornprincipal    | 08′ |
| 3.              | Salicional       | 08′ |
| 4.              | Dolce            | 08′ |
| 5.              | Vox coelestis    | 08′ |
| 6.              | Gedackt          | 08′ |
| 7.              | Quintatön        | 08′ |
| 8.              | Jubalflöte       | 08′ |
| 9.              | Geigenprincipal0 | 04′ |

| (Fortsetzung) |                |         |
| 10.           | Traversflöte   | 04′     |
| 11.           | Quinte         | 02 ⁄3′  |
| 12.           | Piccolo        | 02′     |
| 13.           | Terz           | 01 3⁄5′ |
| 14.           | Großmixtur V 0 |         |
| 15.           | Fagott         | 16′     |
| 16.           | Trompete       | 08′     |
| 17.           | Vox humana     | 08′     |
|               | Tremulant      |         |

| Pedal C–f1 |              |       |            |
| 18.        | Subbass      | 16′   |            |
|            | Zartbass     | 16′ 0 | [ Anm. 1 ] |
| 19.        | Violoncello0 | 08′   |            |
|            | Dolcebass    | 08’   | [ Anm. 2 ] |
| 20.        | Octav        | 04′   |            |

- Koppeln: Sub I, Super I, I/P
- Spielhilfen: Schwelltritt

Anmerkungen:
1. ↑  Transmission aus Nr. 1 (Bourdon 16′)
2. ↑  Transmission aus Nr. 4 (Dolce 8′)

## Glocken
Die Neustädter Kirche verfügt über ein vierstimmiges Geläut mit der Tonfolge e1–g1–a1–c2. Die Glocken 1 und 4 sind historisch und wurden von einem Forchheimer Gießer hergestellt. Die Glocken 2 und 3 wurden 1950 von der Karl Czudnochowsky aus Erding gegossen.